# Рукопись Войнича
Ру́копись Во́йнича, или Манускри́пт Войнича (также известная как Beinecke MS 408 и VMS), — иллюстрированный кодекс, написанный неизвестным автором на неизвестном языке с использованием неизвестного алфавита.
Точное время изготовления рукописи остаётся неизвестным, но документально её история прослеживается с XVI века. По результатам радиоуглеродного анализа фрагментов манускрипта, химик и археометрист Аризонского университета Грег Ходжинс установил, что пергамент для манускрипта был выделан между 1404 и 1438 годами в эпоху раннего Возрождения. В рукописи находится только одно реалистическое изображение города с крепостной стеной с зубцами типа «ласточкин хвост». В начале XV века такие зубцы в основном встречались в Северной Италии; позже они стали более распространёнными.
Первые попытки расшифровки рукописи известны, как минимум, c XVII века. Она подробно изучалась любителями криптографии и профессионалами криптоанализа, в том числе британскими и американскими криптоаналитиками Второй мировой войны. С тех пор был сделан ряд заявлений о возможной расшифровке и выдвинут ряд гипотез, ни одна из которых, однако, не получила однозначного подтверждения и признания в научном сообществе. Неудачи в расшифровке превратили манускрипт в известный предмет криптологии, а сам он получил прозвище «Святого Грааля» криптографии.
По одним предположениям, рукопись представляет собой зашифрованный неизвестным науке методом текст, написанный, вероятно, на одном из европейских языков. По мнению других исследователей, рукопись может быть написана на искусственном языке либо на одном из «экзотических» (редких) естественных языков с помощью изобретённого автором алфавита. Некоторые исследователи настроены скептически и рассматривают рукопись как мистификацию, текст которой не несёт какого-либо осмысленного послания. Существуют и другие, менее распространённые теории о языке, использованном для её создания.
Книга носит имя антиквара Вильфреда Войнича, который приобрёл её в 1912 году. В 1961 году букинист Ганс Краус купил рукопись у наследницы Этель Войнич за 24 500 долларов США и в 1969 году подарил библиотеке редких книг Бейнеке Йельского университета, где она и хранится в настоящее время.

## Описание
В книге около 240 страниц тонкого пергамента (точное количество зависит от того, как считать некоторые страницы, сложенные дополнительно по горизонтали). На обложке нет никаких надписей или рисунков. Размеры страницы — 16,2 на 23,5 см, толщина книги — 5 см. Спутанность в нумерации страниц (которая, видимо, была произведена значительно позже написания книги) указывают на то, что некоторые страницы были утеряны до обретения книги Вильфредом Войничем, изначально книга содержала не менее 272 страниц. Текст написан гусиным пером, чернилами на основе железистых соединений галловой кислоты, ими же выполнены иллюстрации. Иллюстрации грубовато раскрашены цветными красками — возможно, уже после написания книги.

### Текст

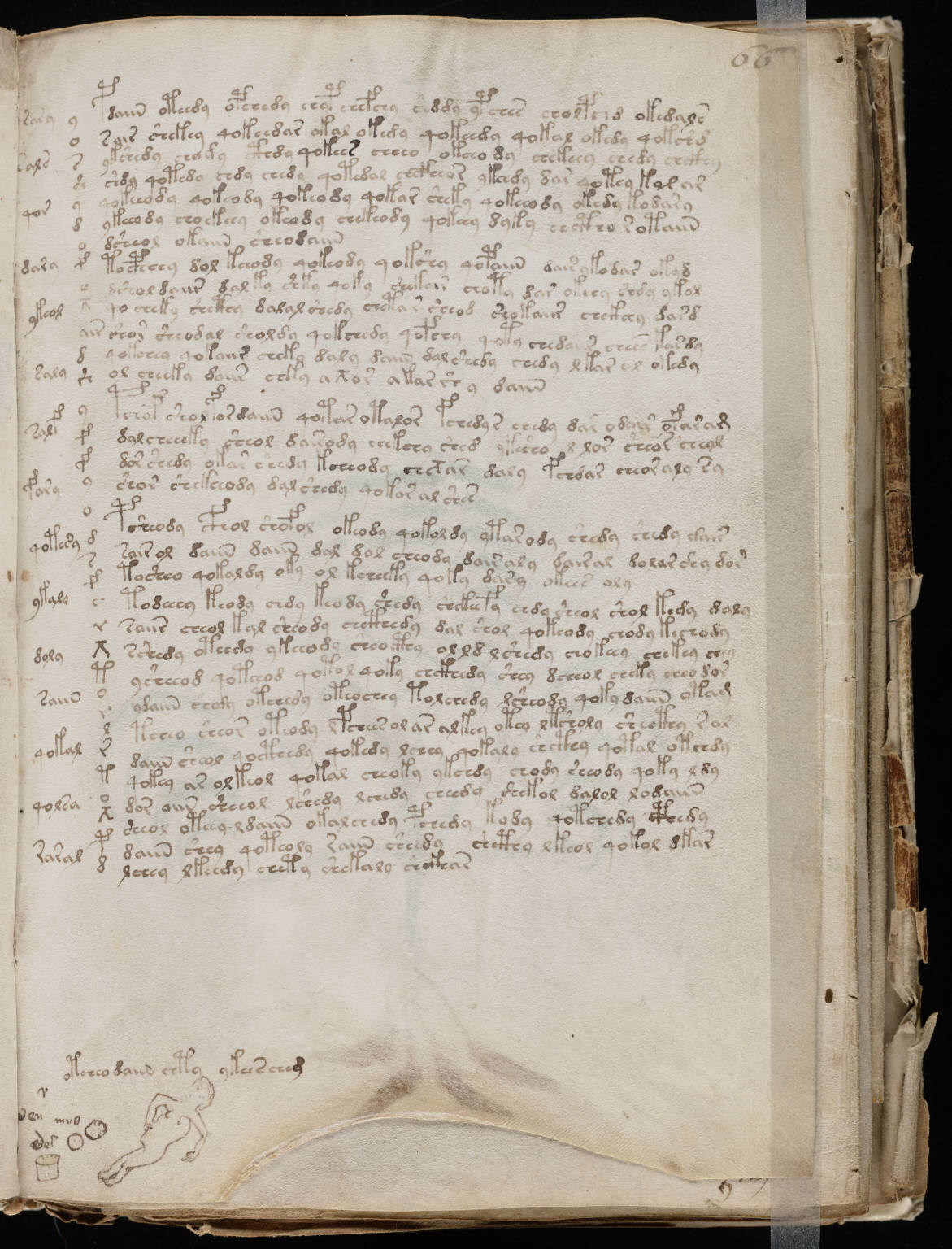
Страница рукописи

Текст определённо написан слева направо, со слабо выраженной выключкой влево. Длинные секции разделены на параграфы[уточнить], иногда с отметкой начала абзаца на левом поле. В рукописи нет обычной пунктуации. Почерк устойчив и чёток, как если бы алфавит был привычен писцу и тот понимал, что именно он пишет.
В книге более 170 000 знаков, обычно отделённых друг от друга узкими пробелами. Большинство знаков написаны одним или двумя простыми движениями пера. Почти весь текст написан алфавитом из 20—30 букв. Исключение составляют несколько десятков особенных знаков, каждый из которых появляется в книге не более 1—2 раз.
Существует несколько вариантов транскрипции текста рукописи. Какой из них является более верным, неясно, поскольку нельзя исключить ошибки и потерю информации. В тексте имеются похожие знаки, которые могут быть вариациями одного и того же символа или самостоятельными символами. Некоторые знаки образуют устойчивые комбинации, которые также могут интерпретироваться по-разному. Одна из транскрипций, широко используемых в исследованиях последних годов, была создана Рене Цандбергеном и Габриелем Ландини в 1998 году и получила название «Европейский алфавит Войнича» (EVA).

Так называемый «Европейский алфавит Войнича»

Более широкие пробелы делят текст примерно на 35 тысяч «слов» различной длины. Похоже, что они подчиняются некоторым фонетическим или орфографическим правилам. Некоторые знаки должны появиться в каждом слове (как гласные в английском), некоторые знаки никогда не следуют за другими, некоторые могут удваиваться в слове (как два «н» в слове «длинный»), некоторые — нет.
Частотный анализ текста, выполненный Уильямом Беннеттом в 1976 году, Жаком Ги, Жоржи Столфи, Габриелем Ландини, выявил его структуру, характерную для естественных языков. Повторяемость слов соответствует закону Ципфа. Некоторые слова появляются только в отдельных разделах книги или только на нескольких страницах; некоторые — повторяются во всём тексте. Повторов очень мало среди примерно сотни подписей к иллюстрациям. В «ботаническом» разделе первое слово каждой страницы встречается только на этой странице и, возможно, является названием растения.
Прескотт Кариер (англ. Prescott Currier), криптоаналитик Военно-морских сил США, который работал с рукописью в 1970-х годах, обнаружил, что страницы её «ботанического» раздела могут быть поделены на два типа, А и Б, с характерными статистическими свойствами и, по всей видимости, разными почерками. «Языки» (речь идёт не о разных исходных языках, а о статистических отличиях в тексте рукописи) А и Б используются и в остальных разделах рукописи. Бальнеологический раздел полностью написан вариантом Б. В астрологическом разделе статистических вариаций обнаружено не было, а в фармацевтическом, по мнению Кариера, начало, середина и конец написаны разными «языками» и почерками. Всего Кариер насчитал в этом разделе как минимум четыре разных почерка. По его мнению, книга была написана несколькими писцами с использованием минимум двух «языков». О различии почерков говорили также более поздние исследования, указывавшие на то, что в создании рукописи принимали участие до 12 человек.
Кариер также выделил другие статистические аномалии в тексте. Так, частоты появления символов в началах и концах строк отличаются от частот в серединах строк. Некоторые символы никогда не встречаются в начале строк, а частотность других в начальном слоге первого слова оказывается в 100 раз меньше ожидаемой. Концы строк, согласно Кариеру, содержат бессмысленные символы. В них встречаются буквосочетания, не присутствующие нигде более в рукописи. Один из символов, встречающихся в других частях текста, в 85 % случаев присутствует именно в конце строки. Более позднее исследование Ника Пеллинга указывает, что этот символ может соответствовать знаку переноса, используемому для разделения слова между двумя строками. Это означало бы, что концы строк всё же имеют осмысленное прочтение.
Предпринимались попытки анализа текста рукописи на предмет выделения гласных с использованием метода линии согласных (англ. consonant-line method) и алгоритма Сухотина. В частности, Жак Ги применил алгоритм Сухотина к листам 79v и 80r в своей авторской транскрипции с 17-буквенным алфавитом. Он идентифицировал как гласные шесть символов, которые в нотации EVA обозначаются как «e», «ee», «o», «y», «a» и «i».
С другой стороны, некоторые элементы языка рукописи Войнича отличают его от существующих европейских языков: например, в книге почти нет слов длиной более десяти «букв» и почти нет одно- и двухбуквенных слов. Криптоаналитик Джон Тилтмен выделил группы символов, которые характерно появляются в началах, серединах и концах слов. Если интерпретировать их как приставки, корни и суффиксы, можно предположить, что рукопись написана на одном из синтетических языков. Суффиксы в таком языке могут выражать, например, лицо, число, время и форму глагола.
Текст выглядит более монотонным (в математическом смысле) по сравнению с текстом на европейском языке. Есть отдельные примеры, когда одно и то же слово повторяется три раза подряд. Слова, различающиеся лишь одной буквой, встречаются необычно часто. Весь «лексикон» рукописи Войнича меньше, чем должен быть «нормальный» набор слов обычной книги.
Статистический анализ энтропии языка рукописи показал, что она является необычно низкой: намного меньшей, чем в большинстве распространённых европейских языков. Если исключить необоснованное предположение о том, что рукопись написана на каком-то экзотическом языке (например, гавайском), то это может говорить об искусственном характере её языка или о мистификации.

#### Постороннее письмо

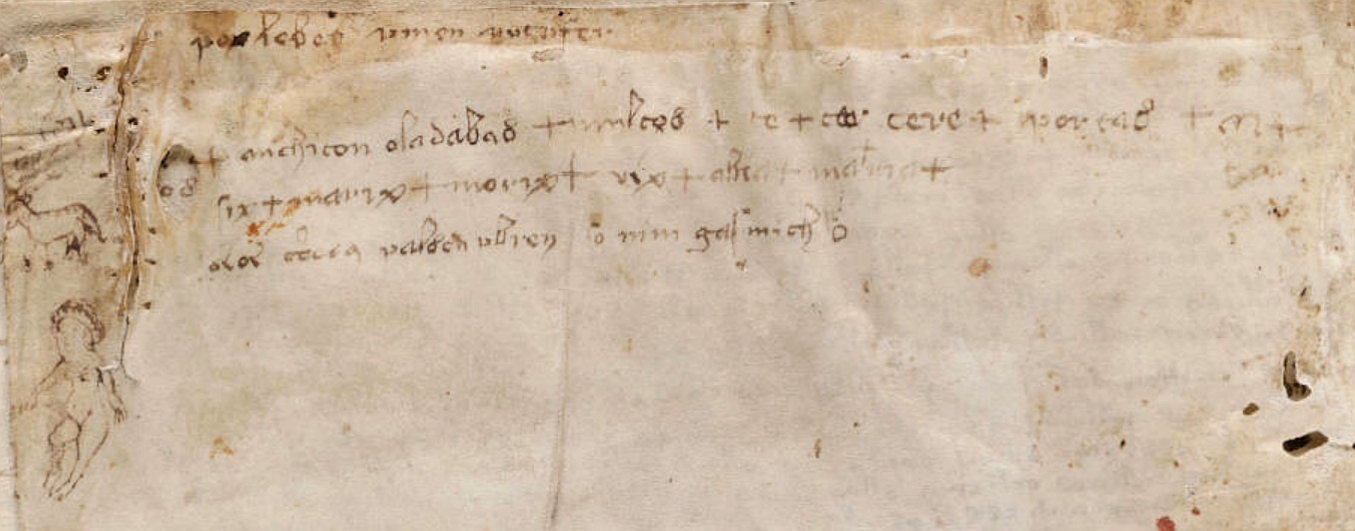
Текст на странице f116v

Помимо основного текста, написанного на неизвестном алфавите, на страницах рукописи присутствует так называемое «постороннее письмо» (англ. extraneous writing) (маргиналии), написанное латинскими буквами или другими неизвестными символами, отличными от основного текста.
Одиночные латинские буквы и слово rot (на немецком — «красный») были обнаружены на рисунках растений вскоре после того, как стали доступны изображения рукописи в высоком разрешении. Учитывая, что эти надписи находятся внутри рисунков, а в ряде случаев — под краской, они могут представлять собой цветовые обозначения рисунков и, скорее всего, оставлены автором манускрипта, а не его более поздними владельцами.
Сюда же относится надпись из четырёх строк на странице f116v, представляющая собой, по-видимому, смесь символов, напоминающих латинские, с символами основного текста рукописи, слова которой выглядят как не имеющие смысла ни на одном известном языке. Этот раздел стал известен среди исследователей под шутливым названием «Michitonese» — то, как предположительно читается первое его слово. Стиль этой надписи напоминает основной текст, и она, вероятно, оставлена первоначальным автором, а не поздними владельцами манускрипта. Её значение обсуждалось на протяжении десятилетий, однако какого-либо консенсуса по поводу как её смысла в целом, так и даже отдельных слов достигнуто не было. Ряд исследователей пришли к выводу о сходстве этой надписи с немецкими средневековыми текстами периода приблизительно 1430—1450 годов, что согласуется с радиоуглеродным датированием рукописи. Если это предположение верно, то немецкий был родным языком её автора.
Другим известным примером постороннего письма являются названия месяцев в «зодиакальном разделе», написанные латинскими буквами. Язык этих названий определённо является романским (в качестве возможных языков предлагались испанский, окситанский и французский). Наиболее популярным предположением на сегодняшний день является то, что они написаны на северном диалекте французского языка, что подтверждается наличием крайне похожих названий на одной из французских астролябий.
| Страница | Знак зодиака | Название месяца | Название месяца на русском |
| -------- | ------------ | --------------- | -------------------------- |
| f70v2    | Рыбы         | mars            | март                       |
| f70v1    | Овен         | aberil          | апрель                     |
| f71r     | Овен         | aberil          | апрель                     |
| f71v     | Телец        | may             | май                        |
| f72r1    | Телец        | may             | май                        |
| f72r2    | Близнецы     | jong            | июнь                       |
| f72r3    | Рак          | iollet          | июль                       |
| f72v3    | Лев          | augst           | август                     |
| f72v2    | Дева         | septe(m)b(r)    | сентябрь                   |
| f72v1    | Весы         | octe(m)bre      | октябрь                    |
| f73r     | Скорпион     | nove(m)bre      | ноябрь                     |
| f73v     | Стрелец      | decebre         | декабрь                    |

### Иллюстрации

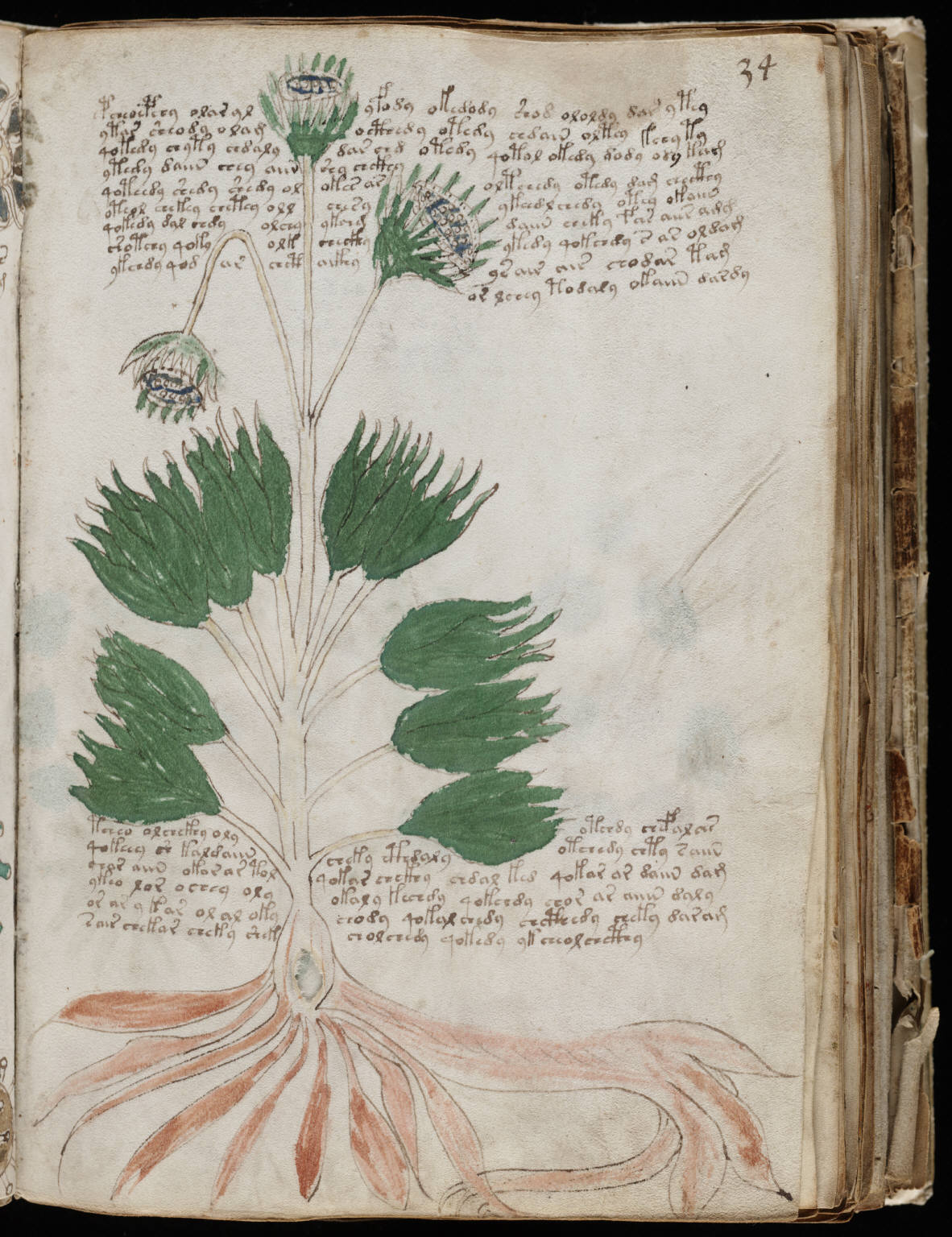
«Ботанический» раздел содержит изображения растений

Иллюстрации рукописи пролили мало света на точную природу текста, но предполагается, что книга состоит из шести «разделов», разных по стилю и содержанию. За исключением последнего раздела, который содержит только текст, почти на каждой странице есть, по меньшей мере, одна иллюстрация. Ниже приведены разделы и их условные названия.
«Ботанический»
На каждой странице этого раздела находится изображение одного растения (иногда двух) и несколько абзацев текста — манера, обычная для книг европейских травников того времени. Некоторые части этих рисунков — увеличенные и более чёткие копии набросков из «фармацевтического» раздела.
«Астрономический»
Раздел содержит круглые диаграммы, некоторые из них — с Луной, Солнцем и звёздами — предположительно, астрономического или астрологического содержания. Одна серия из 12 диаграмм изображает традиционные символы зодиакальных созвездий (две рыбы для Рыб, бык для Тельца, солдат с арбалетом для Стрельца и т. д.). Каждый символ окружён тридцатью миниатюрными женскими фигурами, большинство из которых обнажены; каждая из них держит надписанную звезду. Последние две страницы этого раздела (Водолей и Козерог или, условно говоря, январь и февраль) были утеряны, а Овен и Телец разделены на четыре парные диаграммы с пятнадцатью звёздами в каждой. Некоторые из этих диаграмм расположены на вложенных страницах.
«Бальнеологический»
Раздел содержит плотный неразрывный текст, обтекающий изображения людей — главным образом, обнажённых женщин, купающихся в прудах или протоках, соединённых скрупулёзно продуманным трубопроводом, причём некоторые «трубы» чётко принимают форму органов тела. У некоторых женщин на головах короны.
«Космологический»
Здесь имеются другие круговые диаграммы непонятного смысла. Этот раздел также имеет вложенные страницы. Одно из таких вложений размером в шесть страниц содержит некое подобие карты или диаграммы с девятью «островами», соединёнными «дамбами», с замками и, возможно, вулканом.
«Фармацевтический»
Множество подписанных рисунков частей растений с изображениями аптекарских сосудов на полях страниц. В этом разделе также есть несколько абзацев текста — возможно, с рецептами.
«Рецептный»
Раздел состоит из коротких абзацев, разделённых пометками в форме цветка (или звезды).

### Содержание

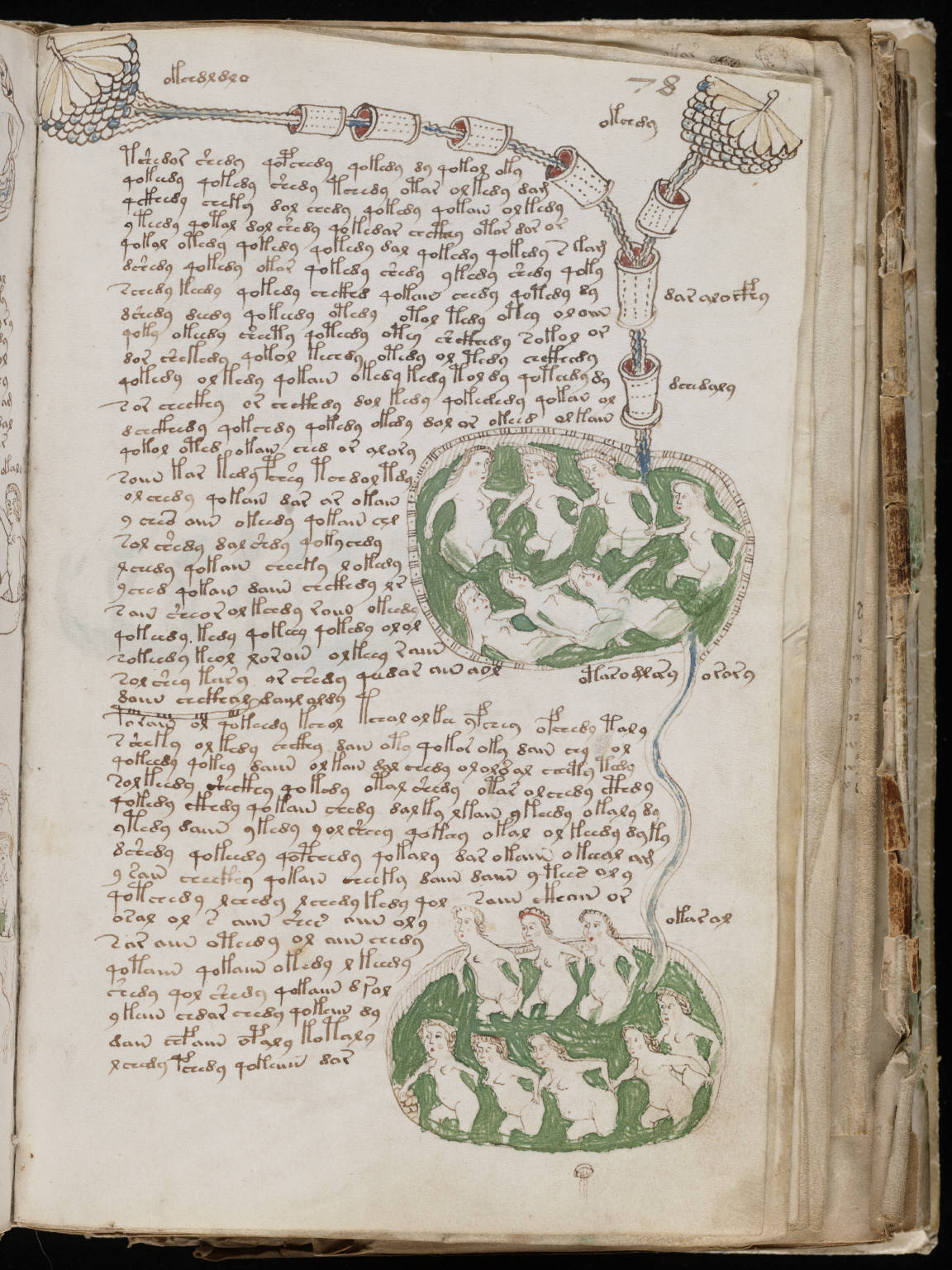
Иллюстрации в «бальнеологическом» разделе связаны сетью каналов

Общее впечатление, которое создают оставшиеся страницы манускрипта, позволяет предположить, что он предназначался для того, чтобы служить фармакопеей или отдельными темами книги средневековой или более ранней медицины. Однако сбивающие с толку детали иллюстраций питают множество теорий о происхождении книги, содержании её текста и цели, для которой она была написана.
С большой долей уверенности можно сказать, что первая часть книги посвящена травам, но попытки сравнить их с настоящими образцами трав и со стилизованными рисунками трав того времени, в целом, провалились. Несколько растений — анютины глазки, папоротник адиантум, лилия, чертополох — могут быть определены достаточно точно. Те рисунки из «ботанического» раздела, которые соответствуют наброскам из «фармацевтического», производят впечатление их точных копий, но с отсутствующими частями, которые дополнены неправдоподобными деталями. Действительно, многие растения кажутся составными: корни одних экземпляров сцеплены с листьями от других и с цветками от третьих.
Роберт Брамбо считал, что одна из иллюстраций изображает подсолнечник Нового Света. Если бы это было так, это могло бы помочь определить время написания манускрипта и открыть интригующие обстоятельства его происхождения. Однако сходство очень незначительное, особенно если сравнивать рисунок с настоящими дикими образцами, а так как его масштаб не определён, то изображённое растение может быть другим членом семейства астровых, которое включает одуванчик, ромашку и другие виды по всему миру. Некоторые отождествляют это растение с топинамбуром.
В 2014 году появилось заявление о предположительной идентификации 37 из 303 изображённых в рукописи растений. Ботаник Артур Такер и специалист по IT-технологиям Рексфорд Талберт предположительно опознали в одном из растений кактус — опунцию, или, как его ещё называют, кактус-весло, идентичный изображённому в средневековом флористическом кодексе «Cruz-Badianus» (травнике ацтеков), написанном на языке ацтеков — науатле. Однако на той же странице манускрипта, непосредственно под предположительно опознанным кактусом, присутствуют ещё два изображения, схожие с средневековыми изображениями опунции (см. страницу 100r VMS).
Водоёмы и каналы в «бальнеологический» разделе могут означать связь с алхимией, что могло бы иметь значение, если бы книга содержала инструкции по приготовлению медицинских эликсиров и смесей. Тем не менее для алхимических книг того времени характерен графический язык, где процессы, материалы и компоненты изображались в виде особых картинок (орёл, лягушка, человек в могиле, пара в постели и т. д.) или стандартных текстовых символов (круг с крестом и т. д.). Ни один из них не может быть убедительно идентифицирован в манускрипте Войнича.
Серджио Торезелла, эксперт по палеоботанике, отмечал, что манускрипт мог быть алхимической гербалистикой, которая, на самом деле, не имела ничего общего с алхимией, но была фальшивой книгой средневекового травника с наполовину выдуманными картинками, которую лекарь-шарлатан мог носить с собой, чтобы производить впечатление на клиентов. Возможно, существовала сеть домашних мастерских по производству таких книг где-то в северной Италии, как раз во времена предположительного написания манускрипта. Однако подобные книги значительно отличаются от манускрипта Войнича и стилем, и форматом, и, кроме того, все они были написаны на обычном для того времени языке.

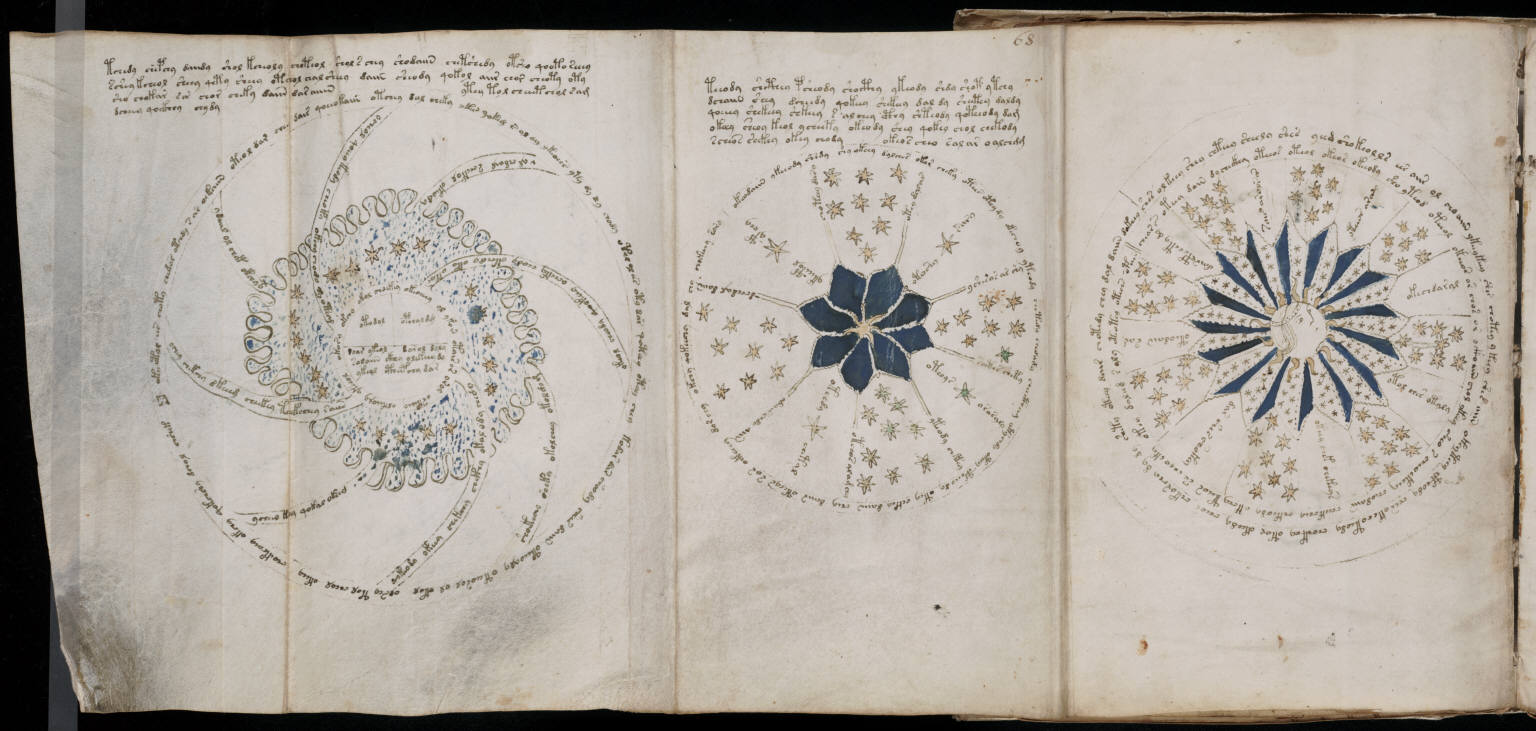
Это трёхстраничное вложение из манускрипта включает схему — возможно, астрономическую

Астрологические исследования часто играли заметную роль при сборе трав, кровопускании и других медицинских процедурах, которые проводились в благоприятные числа, расписанные в астрологических книгах (например, книги Николаса Калпепера). Тем не менее, за исключением обычных зодиакальных символов, изображения 24-часового дня, года, состоящего из 12 месяцев, времён года и одной диаграммы — возможно, изображающей классические планеты — никто пока не смог интерпретировать иллюстрации в рамках известных астрологических традиций (европейских или любых других).
Круговой чертёж в «астрономическом» разделе изображает объект неправильной формы с четырьмя изогнутыми секторами. В 1928 году антиквар Уильям Ромейн Ньюболд интерпретировал его как изображение галактики, которое могло быть получено только с помощью телескопа. Другое изображение было им интерпретировано как клетка живого организма, наблюдаемая через микроскоп. Это позволяло предположить, что время создания рукописи — не Средние века, а более поздний период (либо что автор рукописи значительно опередил своё время). Позже анализ Ньюболда был отклонён как слишком спекулятивный.

## История

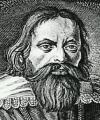
Иоганн Маркус Марци (1595—1667) отправил рукопись Атанасиусу Кирхеру в 1666 г.

Так как алфавит рукописи не имеет визуальной схожести ни с одной известной системой письма, и текст до сих пор не расшифрован, единственная «зацепка» для определения возраста книги и её происхождения — иллюстрации. В частности, одежды и убранство женщин, а также пара за́мков на диаграммах. Все детали характерны для Европы XV—XVI веков.
Химик и археометрист Аризонского университета Грег Ходжинс, по результатам радиоуглеродного анализа образцов рукописи, установил, что пергамент манускрипта был выделан между 1404 и 1438 годами. Анализ чернил рукописи, выполненный в Научно-исследовательском институте Маккроуна в Чикаго, показал их химический и минеральный состав (в цветных красках и чернилах использовались красящие минералы), соответствующие широкому периоду Средневековья. Датирование по чернилам не проводилось, поскольку по основному составу это неорганические материалы. Галловые чернила, которыми написан основной текст, повсеместно производились по схожим рецептам и применялись начиная от раннего Средневековья до конца XIX века. Таким образом, датировка пергамента позволила установить лишь возможный наиболее ранний период написания манускрипта. Йельская библиотека, выступившая заказчиком обоих исследований, указывает период создания манускрипта как 1401—1599 годы.
Согласно письму Атанасиусу Кирхеру 1666 года, которым Иоганн Марци сопроводил рукопись, книга принадлежала императору Священной Римской империи Рудольфу II (1552—1612). По одной из версий в 1599 году императору Рудольфу II Рукопись Войнича в числе других редких книг продал аугсбургский врач и антиквар Карл Видеманн. Существует недоказанное предположение (не обнаружено никаких фактических свидетельств), что император заплатил за рукопись 600 дукатов (около двух килограммов золота). Книга была передана Якобу Горжчицкому (ум. 1622), травнику императора.
Следующим и точно подтверждённым владельцем книги был Йиржи Бареш (1585—1662), алхимик из Праги. Бареш, по-видимому, был так же, как современные учёные, озадачен тайной книги, которая «бесполезно занимает место в его библиотеке». Узнав, что Атанасиус Кирхер, известный иезуитский учёный из Римской коллегии, опубликовал коптский словарь и расшифровал (как тогда считалось) египетские иероглифы, он скопировал часть рукописи и послал этот образец Кирхеру в Рим (дважды), прося помочь расшифровать его. Письмо Бареша 1639 года Кирхеру, обнаруженное уже в наше время Рене Цандбергеном, — самое раннее известное упоминание о рукописи.
Осталось невыясненным, ответил ли Кирхер на просьбу Бареша, но известно, что он хотел купить книгу, однако Бареш, вероятно, отказался её продать. После смерти Бареша книга перешла его другу — Иоганну Маркусу Марци, ректору Пражского университета. Марци предположительно отослал её Кирхеру, своему давнему другу. Сопроводительное письмо Марци 1666 года было при рукописи, когда её приобрёл Войнич в 1912 году.

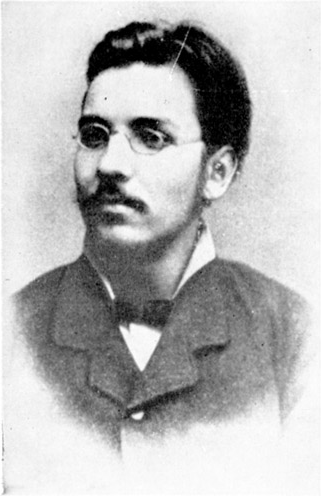
Вильфред Войнич (1865—1930) приобрёл рукопись в 1912 году

Дальнейшие 200 лет судьбы рукописи неизвестны, но наиболее вероятно, что она хранилась вместе с остальной перепиской Кирхера в библиотеке Римской коллегии (ныне — Папский Григорианский университет). Книга, вероятно, там и оставалась, вплоть до захвата города в 1870 году войсками Виктора Эммануила II, после чего Папская область была присоединена к Итальянскому королевству. Новые итальянские власти решили конфисковать у Католической церкви большое количество имущества, в том числе и библиотеку. Согласно исследованиям Ксавьера Чеккальди (Xavier Ceccaldi) и других, перед этим множество книг из университетской библиотеки были спешно перенесены в библиотеки сотрудников университета, имущество которых не подлежало конфискации. Переписка Кирхера была среди этих книг, где, очевидно, находилась и рукопись Войнича, так как в книге имеется экслибрис Петруса Бекса, в то время главы иезуитского ордена и ректора университета.
Библиотека Бекса была перенесена на виллу Мондрагоне во Фраскати — большой дворец близ Рима, приобретённый обществом иезуитов в 1866 году и ставший частью иезуитского учебного заведения «Коллегия Гислиери».
В 1912 году Общество Иисуса (Римская коллегия) нуждалось в средствах и решило в строжайшей тайне продать часть своей собственности. Разбирая на вилле Мондрагоне сундуки с книгами из собрания Кирхера, Вильфред Войнич наткнулся на загадочный манускрипт. Всего он приобрёл у иезуитов тридцать рукописей. Вместе с ними он получил и этот манускрипт. Не вполне ясно, купил он его или украл — в отличие от других рукописей из этой коллекции, Войнич скрывал происхождение книги с шифром. Кроме того, в 1963 году составители каталога библиотеки Мондрагоне считали, что книга всё ещё находится у них. После приобретения книги Войнич разослал её копии нескольким специалистам для расшифровки.
После смерти Войнича, согласно его завещанию, рукопись перешла в совместное владение его вдовы, Этель Лилиан Войнич (известна как автор романа «Овод» и дочь математика Джорджа Буля), и его секретаря Энн Нилл. Войнич также оставил указание о том, что рукопись может быть продана за сумму $100 000, но только общественной организации, а не частному лицу. Поскольку желающих приобрести рукопись не оказалось, Этель Войнич поместила её в депозитарную ячейку, где она и находилась вплоть до её смерти в 1960 году.
Энн Нилл осталась единственной владелицей рукописи, и в 1961 году, через год после смерти Этель Войнич, она продала её другому книготорговцу Хансу Краусу за $24 500. Не найдя покупателя, в 1969 году Краус преподнёс манускрипт в дар библиотеке редких книг Бейнеке Йельского университета.
| Хронология владения рукописью Войнича |
|                                       |

## Авторство
Авторство рукописи приписывается многим людям.

### Роджер Бэкон

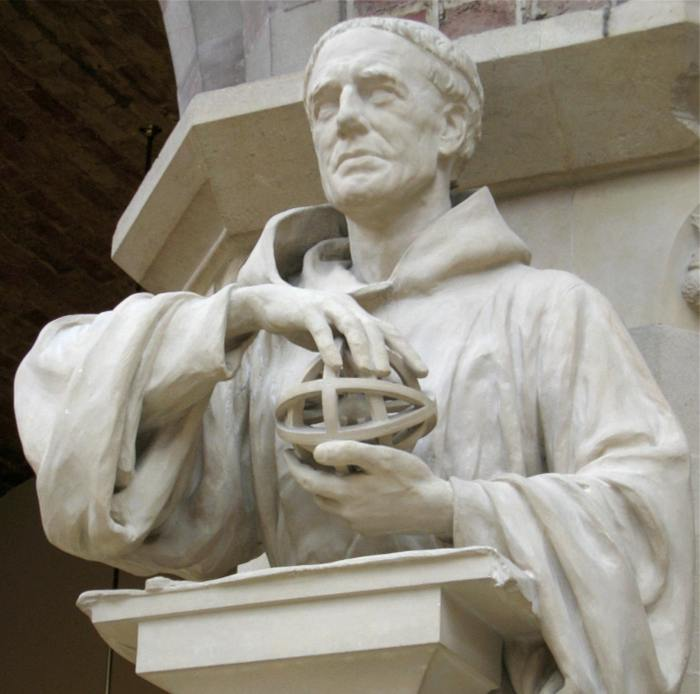
Роджер Бэкон (около 1214 — около 1292)

Иоганн Маркус Марци в сопроводительном письме Кирхеру в 1666 году сообщает со слов покойного друга, доктора Рафаэля, что книга в своё время была приобретена императором Рудольфом II (1552—1612) за 600 дукатов, то есть за два килограмма золота (Рафаэль Собегордый-Мнишовский умер в 1644 году; сделка должна была произойти до отречения Рудольфа II в 1611 году — по крайней мере, за 55 лет до письма Марци). Согласно этому письму, Рафаэль считал, что автор книги — знаменитый францисканский монах и полимат Роджер Бэкон (около 1214 — около 1292).
Авторство Бэкона ставится под сомнение в связи с отождествлением растения на странице f33v с подсолнечником, который стал известен в Европе только после 1493 года. Однако этот аргумент является спорным ввиду того, что на иллюстрации может быть изображено какое-то другое растение (идентификация не является точной), а также в связи с тем, что иллюстратор мог получить информацию о растении от доколумбовых путешественников, бывавших в Америке.
Хотя Марци писал, что он «воздерживается от суждения относительно этого», Войнич считал автором Бэкона и пытался подтвердить это.

### Джон Ди

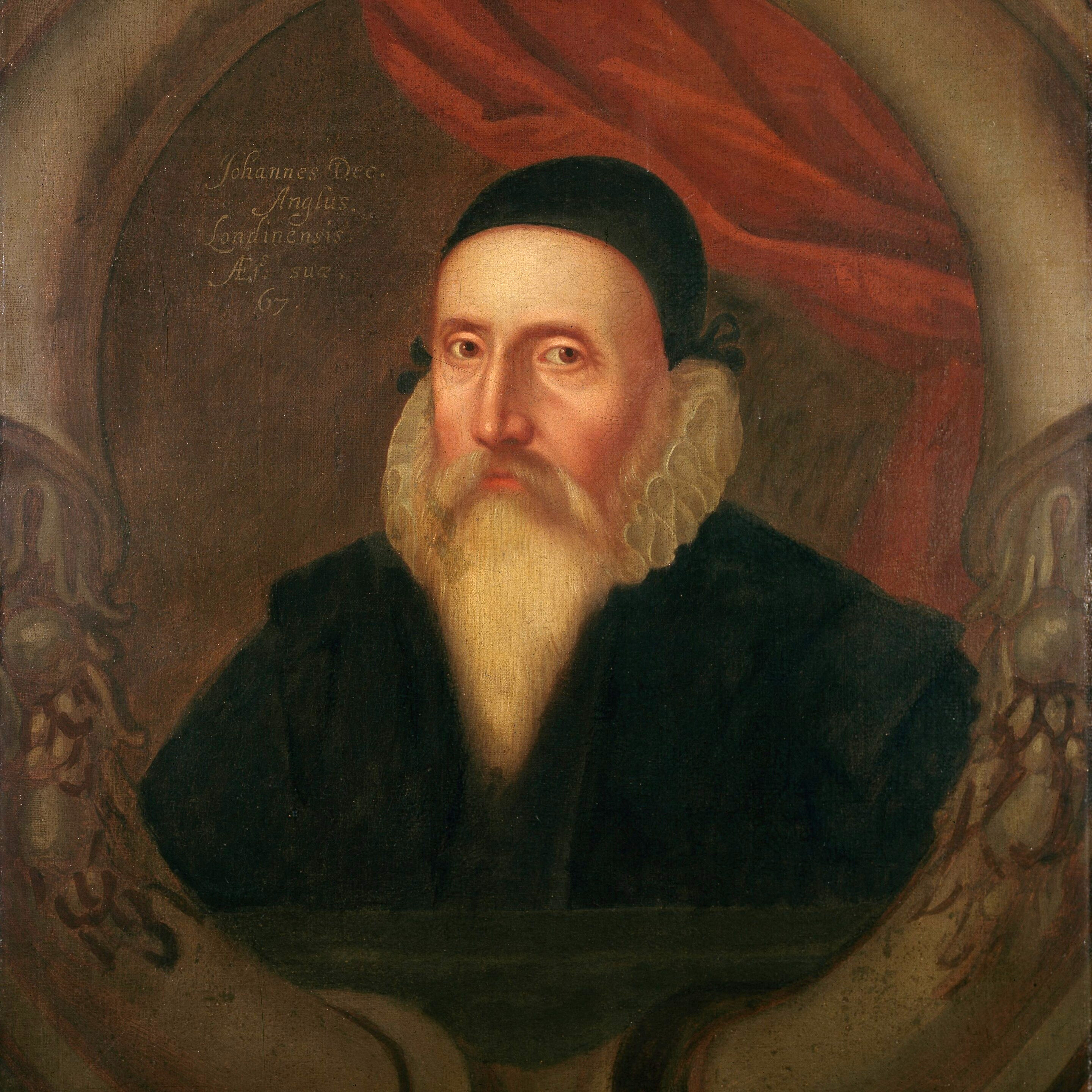
Джон Ди (1527—1609)

Предположение об авторстве Роджера Бэкона привело Войнича к выводу, что единственный человек, который мог продать манускрипт Рудольфу — это Джон Ди (1527—1609), математик и астролог при дворе королевы Елизаветы I, у которой было большое собрание рукописей Бэкона. Известно, что Ди и его скраер (помощник-медиум), Эдвард Келли, несколько лет жили в Богемии, надеясь продать свои услуги императору Рудольфу II. Тем не менее Джон Ди вёл подробные дневники, где нет упоминания о продаже манускрипта Рудольфу, поэтому сделка эта кажется маловероятной.
Имеются определённые соображения в пользу того, что рукопись могла находиться в руках Ди. Некоторые эксперты указывают, что нумерация страниц манускрипта выполнена почерком Ди. В то же время, другие находят отличия, свидетельствующие против такого отождествления. Они также отмечают, что в рукописи отсутствуют характерные для Ди символы владения и заметки на полях.
Известно также, что Ди интересовался криптологией. Его сын Артур упоминал о наличии у Ди книги, «состоявшей исключительно из иероглифов», изучению которой Ди посвятил довольно много времени. При этом неясно, можно ли отождествить эту книгу с рукописью Войнича, поскольку она не вполне соответствует такому описанию: либо Артур мог не придавать таким «мелочам» значения, либо речь идёт о другой книге.
Если автор манускрипта — не Роджер Бэкон, то и предположение о связи истории манускрипта с Джоном Ди ни на чём не основано. С другой стороны, сам Ди мог написать книгу и распространить слухи о том, что это работа Бэкона, в надежде продать её.
Сведения о личности Ди не исключают версии о подделке — он не был чужд использованию обмана для достижения своих целей, а предполагаемая сумма в 600 дукатов, которые Рудольф якобы заплатил за рукопись, являлась достаточно весомой (примерно соответствует 100000 долларов в ценах 2010-х годов).

### Вильфред Войнич
Многие подозревали Войнича в том, что он сам сфабриковал манускрипт. Как торговец старинными книгами, он мог обладать необходимыми знаниями и умениями, а манускрипт, выданный за «потерянную книгу» Бэкона, мог иметь высокую стоимость. Письма Бареша и Марци подтверждают существование некой рукописи, а не подлинность именно этой, и могли побудить Войнича изготовить рукопись. Тем не менее, современные научные исследования возраста рукописи и обнаружение письма Бареша Кирхеру устранили эту возможность.

## Гипотезы о языке рукописи
Множество теорий было выдвинуто по поводу языка, используемого в манускрипте. Далее приведены некоторые из них.

### Европейский язык, зашифрованный при помощи подстановочного шифра

Манускрипт Войнича написан с помощью неизвестной современной науке системы письма

Согласно этой теории, манускрипт Войнича содержит осмысленный текст на каком-то европейском языке, который был намеренно переведён в нечитаемый вид отображением его в алфавите манускрипта с помощью какого-то кодирования — алгоритма, который оперировал отдельными буквами. Свидетельством в пользу этой гипотезы считается наличие в тексте повторяющихся групп букв и даже целых слов: более сложный шифр сделал бы зашифрованный текст более вариабельным.
Это было рабочей гипотезой для большинства попыток расшифровки на протяжении XX века, в том числе для неофициальной группы криптоаналитиков Агентства национальной безопасности США (NSA) под руководством Уильяма Фридмана в начале 1950-х годов.
Основной аргумент в пользу этой теории заключается в том, что использование странных символов европейским автором едва ли можно объяснить иначе, чем попыткой скрыть информацию. Действительно, Роджер Бэкон разбирался в шифрах, а предположительный период создания манускрипта приблизительно совпадает с рождением криптографии как систематизированной науки.
Против этой теории выступает то, что рукопись не соответствует результатам систем шифрования той эпохи. Например, простой шифр подстановки может быть исключён, потому что статистическое распределение символов не соответствует какому-либо европейскому языку; небольшое количество буквоформ позволяет исключить шифры-номенклаторы или гомофонические шифры, потому что они, как правило, используют больший алфавит. Аналогичным образом исключаются полиалфавитные шифры, изобретённые Леоном Альберти в 1460-х годах, и более поздний шифр Виженера, результатом которых также будет текст с примерно одинаковым статистическим распределением буквоформ, что не наблюдается в рукописи.
Несмотря на всё, наличие множества плотно сгруппированных сочетаний букв в рукописи (например, «or», «ar», «ol», «al», «an», «ain», «aiin», «air», «aiir», «am», «ee», «eee» и др.) позволяет предположить, что, возможно, используется многословный шифр (verbose cipher), где отдельные буквы обычного текста скрыты в группы ложных букв. Например, первые две строчки страницы f15v содержат «or or or» и «or or oro r», которые, подобно римским цифрам (таким как CCC или XXXX), сильно напоминают то, как будет выглядеть результат такого шифра. Хотя этот метод шифрования, вероятно, лучше других подходит рукописи, он не в состоянии объяснить всех странных свойств текста.
Кроме того, возможно, шифрование текста началось с простейшего шифра, который мог быть усилен использованием бессмысленных и повторяющихся символов (омофонов), шифра подстановки (перестановкой букв), ложными пробелами между словами и т. д.
Джеймс Чайлд, лингвист-индоевропеист, работавший на Агентство национальной безопасности США, в своей публикации 1976 года в NSA Technical Journal (изначально секретной, но позднее рассекреченной), утверждал, что текст написан на «ранее неизвестном средневековом северогерманском диалекте». В публикации 2007 года Чайлд утверждал, что он выявил в рукописи «скелетный синтаксис нескольких элементов, которые напоминают некоторые германские языки», а содержание рукописи — «большая неясность».

### Экзотический естественный язык
Лингвист Жак Ги предположил, что текст манускрипта Войнича может быть написан на одном из «экзотических» естественных языков, с помощью изобретённого специально для этого алфавита. Структура слов действительно сходна со встречающейся во многих языковых семьях Восточной и Центральной Азии — в первую очередь, китайско-тибетской (китайский, тибетский, бирманский), австроазиатской (вьетнамский, кхмерский) и, возможно, тайской (тайский, лаосский и др.). Во многих из этих языков «слова» (наименьшие языковые единицы с определённым значением) имеют лишь один слог, а слоги имеют достаточно богатую структуру, включая тоновые составляющие (основанные на использовании повышения и понижения тона для различения смысла).
Эта теория имеет некоторое историческое подтверждение. Названные языки имели собственную неалфавитную письменность, и их системы письма были трудны для понимания европейцев. Это дало толчок к появлению нескольких фонетических систем письма — в основном, на основе латиницы, но иногда изобретались и оригинальные алфавиты. Хотя известные образцы подобных алфавитов значительно моложе манускрипта Войнича, исторические документы говорят о множестве исследователей и миссионеров, которые могли создать подобную систему письма — даже до путешествия Марко Поло в XIII веке, но особенно после открытия морского пути в страны Востока Васко да Гама в 1499 году. Автором манускрипта также мог быть уроженец Восточной Азии, живший в Европе или получивший образование в европейской миссии.
Шравана Редди и Кевин Найт сравнили статистическое распределение длин слов в части рукописи VMS B с характерным для некоторых естественных языков. Было установлено, что оно не совпадает с типичным для английского (с гласными или без), но довольно хорошо соответствует транслитерации Бакуолтера для арабского языка.
Основной аргумент в пользу этой теории тот, что она согласуется со всеми статистическими свойствами текста манускрипта Войнича, которые были обнаружены на сегодняшний день, включая удвоенные и утроенные слова (которые встречаются в китайских и вьетнамских текстах приблизительно с той же частотой, что и в манускрипте). Она также объясняет кажущийся недостаток цифр и отсутствие синтаксических черт, свойственных западноевропейским языкам (таких как артикли и глаголы-связки), и неясность иллюстраций. Другой предлагаемый аргумент — два больших красных символа на первой странице, в которых видели перевёрнутый и неточно скопированный заголовок книги, характерный для китайских рукописей. Кроме того, предположительно представленное в рукописи деление года на 360 дней (вместо 365), объединённых в группы по 15 дней, и начало года со знака рыб — это свойства китайского сельскохозяйственного календаря. Основной аргумент против этой теории тот, что исследователям (включая учёных Академии наук в Пекине) не удалось найти в иллюстрациях рукописи Войнича надёжного отражения восточной символики или восточной науки.
Польский исследователь Збигнев Банасик (Zbigniew Banasik) в 2003 году предположил, что текст рукописи написан на праманьчжурском языке за несколько веков до нашей эры.
В январе 2014 года американский ботаник Артур Такер (Arthur O. Tucker) из Университета Делавэра и IT-специалист Рексфорд Толберт (Rexford H. Talbert) заявили, что манускрипт мог быть написан (по крайней мере, частично) на одном из ацтекских языков, а также что им удалось определить некоторые из растений на иллюстрациях как принадлежащие к флоре Нового Света.
Джеймс Финн предположил в своей книге «Pandora’s Hope» («Надежда Пандоры», 2004), что текст манускрипта Войнича визуально закодирован на иврите. После того как буквы в манускрипте были правильно транскрибированы на «Европейский алфавит Войнича» (ЕАВ, или EVA на английском), многие слова в манускрипте могут быть представлены как слова на иврите, которые повторяются с различными искажениями, чтобы ввести в заблуждение читателя. Например, слово «AIN» из манускрипта — это слово «глаз» на иврите, которое повторяется как искажённая версия в виде «aiin» или «aiiin», что производит впечатление нескольких разных слов. Предполагается возможность использования и других методов визуального кодирования. Основной аргумент в пользу этой теории состоит в том, что она может объяснить неудачные исходы других попыток декодирования, опиравшихся больше на математические методы дешифровки. Основной аргумент против этой точки зрения состоит в том, что при таком подходе к природе шифра манускрипта на плечи отдельно взятого дешифровщика ложится тяжёлое бремя различной интерпретации одного и того же текста из-за множества альтернативных возможностей визуальной кодировки.
Немецкий египтолог Райнер Ханинг, проанализировав структуру и длину слов и определив гласность, в июне 2020 года заявил, что текст написан на одном из семитских языков (арабском, арамейском или иврите), но представляет собой набор сокращений и терминов, смешанный со стандартными латинскими фразами и аббревиатурами, вследствие чего вся расшифровка книги может занять несколько лет даже с привлечением гебраистов.

### Искусственный язык
Своеобразная внутренняя структура «слов» манускрипта Войнича привела Уильяма Фридмана к выводу, что незашифрованный текст мог быть написан на априорном искусственном языке. В 1950 году Фридман попросил офицера британской армии Джона Тилтмена проанализировать несколько страниц текста, но Тилтмен не подтвердил этого вывода. В исследовании 1967 года Тилтмен написал:

После моего доклада мистер Фридман поделился со мной своим убеждением, что в основе языка рукописи очень примитивная форма искусственного универсального языка, который был разработан в форме философской классификации идей епископом Уилкинсом в 1667 году и Джорджем Далгарно немного позже. Мне было ясно, что результат работы этих двоих был слишком систематический и почти мгновенно узнаваемый. Мой анализ позволил раскрыть громоздкую смесь различных видов подмен.
Концепция искусственного языка достаточно стара, как свидетельствует книга «An Essay towards a Real Character and a Philosophical Language» 1668 года учёного Джона Уилкинса. В большинстве известных примеров таких языков категории также подразделяются с помощью добавления суффиксов, следовательно, конкретный предмет может иметь множество связанных с ним слов с повторяющимся префиксом. Например, все названия растений начинаются с одних и тех же букв или слогов; так же начинаются все названия заболеваний и т. п. Это свойство могло бы объяснить монотонность текста манускрипта. Тем не менее никто из исследователей не смог убедительно объяснить значение того или иного суффикса или префикса в тексте манускрипта. Кроме того, все известные образцы философских языков относятся к значительно более позднему периоду, XVII веку.

### Шифр по кодовой книге
Согласно этой теории, слова в тексте манускрипта, в действительности, являются кодами, которые расшифровываются в особом словаре или кодовой книге. Основной довод в пользу теории — тот факт, что внутренняя структура и распределение длин слов сходны с используемыми в римских цифрах, которые были бы естественным выбором для этой цели в то время. Против этой теории выступает тот факт, что кодирование, основанное на кодовых книгах, удовлетворительно только при написании коротких сообщений, так как оно очень обременительно для письма и чтения.

### Микрография
После повторного открытия в 1912 году одну из наиболее ранних попыток раскрыть секрет рукописи и первое среди преждевременных заявлений о расшифровке сделал в 1921 году Уильям Ньюболд, известный специалист по криптоанализу, профессор философии Пенсильванского университета, а также коллекционер старинных книг. Ньюболд утверждал, что сумел расшифровать целый параграф, который доказывал авторство Бэкона и свидетельствовал о его выдающихся способностях учёного — в частности, об использовании им сложного микроскопа за четыреста лет до Антони ван Левенгука (что якобы подтверждалось изображениями клеток и сперматозоидов), а также о создании им телескопа, в который Бэкон якобы наблюдал Туманность Андромеды и различил её спиралевидную структуру. По словам Ньюболда, он расшифровал только около 4 процентов рукописи. Он считал, что в оставшейся части скрываются тайные знания, в том числе «тайна тайн» — секрет продления жизни.
Согласно предположению Ньюболда, видимый текст бессмыслен, но каждый символ, из которых состоит текст, является набором крошечных чёрточек, различимых только под микроскопом. Эти чёрточки, как он считал, формировали второй уровень прочтения рукописи. При этом уже сам Ньюболд отмечал, что каждая чёрточка, содержащаяся в символах рукописи, допускала несколько интерпретаций при расшифровке без достоверного способа выявить среди них «верный» вариант. Кроме того, постановкой букв латинского алфавита в соответствие чёрточкам расшифровка не заканчивалась.
По мнению Ньюболда, для прочтения рукописи требовалось совершить по меньшей мере шесть операций дешифрования, первой из которых было прочтение микросимволов. Последний шаг требовал перестановки «букв» рукописи до тех пор, пока не получался осмысленный текст на латыни. Эта перестановка могла осуществляться множеством способов, причём Ньюболд отмечал, что далеко не всегда мог быть уверен в правильности прочтения. Другие шаги дешифрования включали отбрасывание «очевидно лишних» символов, подбор «похожим» образом звучащих букв для того, чтобы прийти от сокращённого алфавита к более полному и другие действия, результат которых во многом зависел от интуитивного выбора дешифрующего.
Современники осторожно отнеслись к изысканиям Ньюболда, указывая на широкий простор для возможных домыслов, который был присущ его методу. После смерти Ньюболда в сентябре 1926 года, его записки по поводу дешифровки рукописи были скомпилированы и изданы Робертом Граббом Кентом, профессором Пенсильванского университета и другом Ньюболда. Это вызвало новый интерес критиков. Несмотря на то, что расшифровки Ньюболда вызвали определённый энтузиазм у философов и исследователей наследия Бэкона, таких как Этьен Жильсон и Рауль Картон, а также американских химиков и биологов, криптологи и историки не были ими впечатлены.
В рецензии на книгу с заметками Ньюболда Линн Торндайк отметил, что связь Бэкона с рукописью является крайне сомнительной. Криптолог Джон Мэнли из Чикагского университета в своей публикации в Speculum также отметил значительные недостатки этой гипотезы. По его мнению, с помощью метода Ньюболда можно получить почти любой желаемый текст. Мэнли доказывал, что чёрточки, на которые опирался Ньюболд, появились в результате растрескивания чернил при их высыхании на грубом пергаменте. В настоящее время гипотеза Ньюболда почти не рассматривается при расшифровке рукописи.

### Стеганография
Эта теория основана на предположении о том, что текст книги, по большей части, бессмыслен, но содержит информацию, спрятанную в незаметных деталях: например, вторая буква каждого слова, количество букв в каждой строке и т. п. Эта техника кодирования, называемая стеганографией, очень стара и была описана ещё Иоганном Тритемием в 1499 году. Некоторые исследователи предполагают, что обычный текст был пропущен через что-то наподобие решётки Кардано. Эту теорию сложно подтвердить или опровергнуть, так как стеготекст бывает трудно взломать без наличия каких-либо подсказок. Аргументом против этой теории может служить то, что наличие текста на непонятном алфавите противоречит предназначению стеганографии — сокрытию самого существования какого-либо секретного послания.
Некоторые исследователи предполагают, что осмысленный текст мог быть закодирован в длине или форме отдельных росчерков пера. Действительно, существуют примеры стеганографии того времени, в которых для сокрытия информации использовано начертание букв (курсивное или прямое начертание).
Исследования текста манускрипта при высоком увеличении выявили, что росчерки пера являются естественными, а различия в начертании букв в значительной степени вызваны неровной поверхностью пергамента.

### Глоссолалия

Страница из «бальнеологического» раздела с изображением «нимф»

В своей книге 2004 года Джерри Кеннеди и Роб Черчилль указывают на возможность того, что рукопись может быть случаем глоссолалии, ченнелинга или творчества душевнобольных.
Предполагается, что автор написал большие объёмы текста в результате потока сознания под влиянием услышанных «голосов» либо по принуждению. В глоссолалии это часто происходит на придуманном языке (как правило, состоящем из фрагментов родного языка автора); изобретение алфавита для этой цели является редким явлением. Кеннеди и Черчилль показали сходство иллюстраций манускрипта Войнича с иллюстрациями в трудах Хильдегарды Бингенской, нарисованными ею, когда она страдала от тяжёлых приступов мигрени, которые могут индуцировать подобное трансу состояние склонности к глоссолалии. Характерные особенности найдены и в рукописи Войнича — в изобилии «потоков звёзд», и повторяющемся характера «нимф» в бальнеологической секции.
Эту теорию невозможно ни доказать, ни опровергнуть, если не считать расшифровки текста; Кеннеди и Черчилль сами не убеждены в этой гипотезе, но считают её правдоподобной. В кульминационной главе своей работы Кеннеди заявляет о своём убеждении, что это мистификация или подделка. Черчилль признаёт возможность, что рукопись является забытым синтетическим языком (как предположил Фридман), либо же подделкой.
Он пришёл к выводу, что, если рукопись всё же является подлинной, то на автора, вероятно, повлияла душевная болезнь или мания.
Против данной гипотезы говорят данные о том, что в создании рукописи, вероятно, участвовало несколько писцов.

### Мистификация
Многочисленные безуспешные попытки понять текст вместе с его необычными свойствами привели ряд исследователей к мнению, что рукопись может быть мистификацией, а текст не имеет смысла. В пользу данной точки зрения обычно приводят следующие доводы:
- Необычные статистические свойства текста, такие как низкая условная энтропия второго порядка (h2) и симметричное распределение длины слов. Некоторые естественные языки обладают отдельными из этих свойств (см. Экзотический естественный язык), но ни один из них в полной мере не соответствует рукописи Войнича[65][66][67]. Системы шифрования, доступные в годы вероятного создания рукописи, также не способны воспроизвести эту статистику[68].
- Необычная структура текста и слов. Некоторые глифы почти всегда встречаются только в начале строк, другие — только в конце. Расположение ряда других глифов в словах жёстко ограничено определённой позицией, что делает рукопись гораздо более структурированной и предсказуемой, чем естественные языки[67][69]. В тексте очень много похожих слов, при этом они имеют тенденцию группироваться вместе. Чем больше сходство между двумя словами, тем более вероятно, что они встретятся в непосредственной близости. В естественном языке слова выбираются исходя из их значения, а не сходства (исключение составляют поэтические тексты)[70]. Эти явления могут быть объяснены как непроизвольные «побочные эффекты» работы мистификатора[71].
- Отсутствие заметной грамматической системы. В тексте содержится чрезвычайно мало повторяющихся фраз из нескольких слов, наличие которых присуще любому естественному языку. Подобное свойство выглядит странным для рукописи, включающей в себя более 37 тысяч слов[72][73][74].
- Крайне малое количество исправлений (исправлять бессмысленный текст не было бы необходимости)[75][76].

Вариантом этой гипотезы является интерпретация рукописи как художественной работы, подобной «Codex Seraphinianus».

#### Гипотеза «стола и решётки»
В 2003 году доктор Гордон Рагг, профессор Килского университета, показал, что текст с характеристиками, по его мнению, идентичными манускрипту Войнича, может быть создан с использованием таблицы из трёх столбцов: со словарными суффиксами, префиксами и корнями, которые бы отбирались и комбинировались посредством наложения на эту таблицу нескольких карточек с тремя вырезанными окошками для каждой составной части «слова». Для получения коротких слов и для разнообразия текста могли использоваться карточки с меньшим количеством окошек. Подобное приспособление, называемое решёткой Кардано, было изобретено как инструмент кодирования в 1550 году итальянским математиком Джироламо Кардано и предназначалось для скрытия тайных посланий внутри другого текста. Однако текст, созданный в результате экспериментов Рагга, не имеет таких же слов и такой частоты их повторяемости, какие наблюдаются в манускрипте. Сходство текста Рагга с текстом в манускрипте лишь визуальное, а не статистическое.
Рагг указывал, что Джон Ди и Эдвард Келли использовали похожий метод для создания текстов на енохианском, «ангельском» языке. Учитывая возможную связь Ди с рукописью, это может говорить о том, что именно он является автором мистификации.

#### Гипотеза «самоцитирования»
В 2007 году в журнале «Cryptologia» было опубликовано исследование Андреаса Шиннера, поддержавшее гипотезу мистификации. По мнению автора, статистические свойства рукописи более соответствуют бессмысленному бреду, созданному с помощью квазистохастического метода, сходного с тем, который описал Гордон Рагг, нежели средневековым текстам на одном из существующих языков.
В 2014 году немецкий программист Торстен Тимм представил статью, в которой представил возможный метод создания текста манускрипта. Согласно механизму, который автор назвал «самоцитированием» (англ. self-citation), вначале создавались небольшие бессмысленные фрагменты текста, которые затем многократно повторялись с различными изменениями. Такой метод не требует специальных знаний или дополнительных приспособлений и был, в целом, доступен средневековому писцу. Он объясняет, почему для текста характерны некоторые свойства естественного языка (из-за наличия которых гипотеза мистификации нередко отвергается), многократные последовательности похожих слов наподобие kol chol chol kor chal sho chol shodan, а также почти полное отсутствие исправлений и компактное использование автором места на страницах.
В 2019 году в журнале «Cryptologia» вышла совместная статья Торстена Тимма и Андреса Шиннера, в которой авторы представили доступный средневековому писцу алгоритм создания бессмысленного текста, соответствующего статистическим свойствам рукописи Войнича и закону Ципфа. Они выявили ряд правил, в соответствии с которыми, по их мнению, автор манускрипта создавал новые «слова»:
1. замена одного или нескольких глифов похожими, например, shol→shal, shar→chor;
2. добавление или удаление префиксов, таких как d-, ch-, ok-, qok-, например, aiin→qokaiin;
3. объединение двух существующих «слов» для создания нового, например, chol + daiin = choldaiin[88].

При этом отмечается, что полное выявление правил создания текста вряд ли возможно, поскольку «рукопись Войнича не была создана компьютерной программой; писец имел полную свободу действий, опираясь на собственные эстетические предпочтения, спонтанные импульсы или даже идиосинкразии». Авторы признают, что даже если текст действительно не имеет смысла, это полностью не исключает возможность стеганографии, хотя считают это маловероятным.
В презентации Кёльнского университета эта теория была сочтена заслуживающей доверия. Среди её недостатков были названы: сложная доказуемость (крайне сложно подтвердить, что текст лишён смысла, по крайней мере до появления надёжных исторических свидетельств), отсутствие объяснения иллюстраций и размытые правила создания текста. Если теория верна, также остаётся открытым вопрос о мотивации автора, создавшего массив бессмысленного текста.
В 2022 году исследователи Дэниел Хаскелл и Клэр Бауэрн опубликовали результаты эксперимента, в котором люди намеренно пытались написать бессмысленный текст. Они обнаружили, что полученные в результате этого тексты часто были крайне неслучайными и демонстрировали многие из тех необычных статистических свойств, что и рукопись Войнича. Это в некоторой степени подтверждает теорию о мистификации.

#### Критика
Физик Марчело Монтемурро из Манчестерского университета в соавторстве с Дамианой Занетте из Атомного центра Барилоче в 2013 году заявил об обнаружении в рукописи Войнича «лингвистической структуры», которая, по словам учёного, несовместима с гипотезой мистификации и говорит о том, что в тексте имеется зашифрованное послание. Исследование опубликовано в рецензируемом журнале «PLOS One», его краткое описание также можно прочитать на сайте BBC News. Наиболее важное предположение исследователя заключается в том, что текст написан на искусственном языке, имеющем чёткую логическую структуру.

## Заявления о расшифровке
После того, как содержание рукописи стало достоянием общественности в начале XX века, многие криптологи-профессионалы и любители предприняли попытки расшифровать её. Сообщения о том, что кому-то удалось установить истинное содержание рукописи, появлялись в печати неоднократно. Ни одна из этих расшифровок не считается общепринято достоверной.

### Джозеф Мартин Фили
В 1943 году Джон Мартин Фили, юрист из Рочестера, штат Нью-Йорк, нанял команду исследователей, которым поставил задачу сопоставить частоту встречаемости символов в рукописи с частотой использования различных букв Фрэнсисом Бэконом. Итогом этой работы стала публикация книги, в которой Фили доказывал, что истинный текст книги представляет собой научный дневник Бэкона, в основном касающийся вопросов гинекологии. По мнению Фили, Бэкон использовал подстановочный шифр, а исходный текст был написан на латыни с использованием большого числа сокращений.

### Леонелл Стронг
Доктор Леонелл Стронг (англ. Dr. Leonell Strong), исследователь рака и криптограф-любитель, также пытался расшифровать манускрипт. Результат своих изысканий он опубликовал в журнале Science. Стронг считал, что разгадка манускрипта в «особенной двойной системе арифметических прогрессий многочисленных алфавитов». Стронг утверждал, что, согласно расшифрованному им тексту, манускрипт написан английским автором XVI века Энтони Эскемом (около 1517—1559), работы которого включают книгу «A Little Herbal» («Малый травник»), опубликованную в 1550 году.
Стронг отказался публиковать детальные инструкции по дешифровке, ссылаясь на военное положение. По его словам, расшифрованный им текст был написан на средневековом английском и содержал описание применения растений в медицине, в частности, для лечения женских болезней и для контрацепции, догарвеевские представления о зачатии и деторождении, а также упоминания использования антибиотиков.
Хотя манускрипт Войнича и содержит разделы, похожие на «A Little Herbal», основной аргумент против этой теории состоит в том, что неизвестно, где автор «травника» мог бы приобрести такие литературные и криптографические знания.

### Роберт Брамбо
Доктор Роберт С. Брамбо, профессор философии и бывший офицер разведки армии США, в 1974—1975 гг. провел исследование рукописи. Поскольку он работал в Йельском университете, где находился документ, у него было небольшое преимущество перед другими исследователями. Брамбо представил свои результаты в статье, опубликованной в журнале Speculum, и обещал более подробно изложить результаты в следующем выпуске Yale Library Gazette. Он предложил новую интерпретацию ключевой строки, ранее выделенной Ньюболдом, и применив к ней шифр Цезаря, получил буквы, которые он путём ещё нескольких манипуляций прочитал как имя «ROGER BACON». При этом Брамбо не считал, что рукопись фактически написана Бэконом, указывая на возможность копирования ключа и текста из более старого источника, или подделки авторства.
Брамбо считал, что шифрование осуществлялось с использованием замен. Он предложил использовать сетку для перевода шифротекста в открытый текст. Однако выбор правильного расшифрованного сообщения был сопряжен с неопределенностью, так как метод Брамбо давал несколько вариантов для одного и того же текста. В числе дополнительных сложностей, на которые указывал Брамбо, было то, что цифры, использованные в шифротексте, по его мнению, были замаскированы различными способами написания. Кроме того, по словам Брамбо, текст был написан на «искусственном языке на основе латыни», но со значительными фонетическими вольностями, и, кроме того, содержал повторяющиеся фразы, которые использовались исключительно для заполнения пространства. Брамбо полагал, что ключ немного менялся каждые восемь страниц и задавался вопросом о возможных дополнительных уровнях шифрования, так как результат слабо поддавался осмысленному прочтению.

### Лео Левитов
В книге «Solution of the Voynich Manuscript: A liturgical Manual for the Endura Rite of the Cathari Heresy, the Cult of Isis» («Разгадка манускрипта Войнича: литургический справочник для обряда эндура ереси катаров, культ Исиды») 1987 года Лео Левитов заявил, что незашифрованный текст манускрипта — это транскрипция «устного языка полиглота». Так он назвал «книжный язык, который мог бы быть понятен людям, не понимающим латынь, если им прочитать, что на этом языке написано». Он предложил частичную расшифровку в форме смеси средневекового фламандского языка с множеством заимствованных старофранцузских и средневерхненемецких слов.
Согласно теории Левитова, ритуал эндура был не что иное, как совершённое с чьей-либо помощью самоубийство: будто бы такой ритуал был принят у катаров для людей, чья смерть была близка (существование этого ритуала находится под вопросом). Левитов разъяснял, что выдуманные растения на иллюстрациях манускрипта, в действительности, не отображали каких-либо представителей флоры, а были тайными символами религии катаров. Женщины в бассейнах совместно с причудливой системой каналов отображали сам ритуал самоубийства, который, как он считал, связан с кровопусканием — вскрытием вен с последующим стеканием крови в ванну. Созвездия, не имеющие астрономических аналогов, отображали звёзды на плаще Исиды.
Теория эта сомнительна по нескольким причинам. Одна из несостыковок состоит в том, что вера катаров, в широком понимании, — это христианский гностицизм, никаким образом не связанный с Исидой. Другая заключается в том, что теория относит книгу к XII или XIII векам, что значительно старше, даже чем у приверженцев теории авторства Роджера Бэкона. В-третьих, endura — это пост, а не кровопускание. Левитов не предоставил доказательств правдивости своих рассуждений, помимо своего перевода.

### Джерард Чешир
В 2018 году профессор Бристольского университета, романист Джерард Чешир выдвинул версию, что манускрипт был написан на так называемом «протороманском языке», возникшем во время раннего Средневековья из смеси разговорной народной латыни и других языков Средиземноморья и активно использовавшемся государствами Южной Европы; язык, однако, не имел письменности и был вытеснен латынью.
В своей статье, опубликованной в научном журнале «Romance Studies» издательством «Taylor & Francis» 29 апреля 2019 года, он утверждает, что система письма манускрипта, очевидно, уникальна для Искьи и не проявляет достаточного сходства с итальянским курсивом (Italic), чтобы назвать шрифт манускрипта прото-италиком: гласные схожи, а согласные — нет. Целый ряд сложных литер письма представляет собой лигатуры двух или трёх букв. Схожим шрифтом, по мнению Чешира, были написаны мемуары дворецкого неаполитанского двора Лоизе де Розы (1385—1475). По версии Чешира, системы письма рукописи Войнича и мемуаров де Розы восходят к одному источнику и являются лишь вариациями, обусловленными локальными особенностями развития.
По утверждению Чешира, манускрипт был составлен в Арагонском замке доминиканской монахиней (в качестве справочника для женщин королевского двора, к которому относился её монастырь) для Марии Кастильской (1401—1458), резиденция которой находилась на Искье; Чешир аргументирует своё утверждение тем, что в манускрипте присутствует карта, изображающая извержение вулкана на Искье 4 февраля 1444 года и организованная Марией Кастильской спасательная миссия для жертв извержения. Что касается содержания, то, по его мнению, манускрипт представляет собой сборник информации о растительных лекарственных средствах, терапевтических купаниях и астрологических чтениях, касающихся вопросов женского разума, тела, репродукции, воспитания детей и сердечности в соответствии с католическими и римскими языческими религиозными верованиями средиземноморцев в период позднего Средневековья.
Несмотря на широкое обсуждение в печати версии Чешира как «окончательной расшифровки», исследователи подвергли версию о «вульгарной латыни» резкой критике, показав, что Чешир не опирается на конкретный язык, а искусственно подбирает похожие короткие слова через десяток разнородных романских языков, при этом не приводя убедительных конструкций. В связи c этой критикой на сайте Бристольского университета было опубликовано заявление об отсутствии какой-либо связи между университетом и исследованием Чешира, а также об удалении ранее опубликованной на том же сайте новости о статье Чешира, в ожидании признания его выводов.

### Университет Альберты
В конце января 2018 года в различных СМИ появились сообщения о начале расшифровки манускрипта учёными из университета Альберты с помощью искусственного интеллекта. Однако представленная в СМИ информация не соответствует действительности. Статья Гжегожа Кондрака и Брэдли Хауэра из университета Альберты впервые была опубликована в журнале «Transactions of the Association for Computational Linguistics» ещё в 2016 году: авторы описали компьютерную систему, предназначенную для автоматического определения языка текста, зашифрованного с помощью подстановки букв (что в случае с манускриптом Войнича ни разу не сработало). Систему лишь отчасти можно назвать искусственным интеллектом, поскольку она основана на статистических методах — например, оценке частотности повторения в тексте тех или иных букв, которая сравнивается с характерными для разных языков.
Авторы описали сразу три метода, которые в совокупности давали хороший результат на тестовой выборке — переведённой на 380 языков «Декларации прав человека и гражданина». В 97 % случаев алгоритм верно угадывал язык, на котором написана определённая версия документа, а в 93 % — успешно справлялся с подстановочным шифром (когда одни буквы однозначным образом заменяются на другие). В качестве дополнительного теста системе был предложен код первой строки манускрипта. По результатам обработки данных, был определён наиболее вероятный, если верить системе, язык написания — иврит — и предложена запись введённой символьной комбинации на иврите, однако перепроверка полученной на иврите фразы, осуществлённая дважды, с разницей в несколько недель, путём перевода полученной фразы через самообучающуюся систему искусственного интеллекта «Google.Translate» дала разные результаты:
- в первый раз — «Она дала рекомендации священнику, хозяину дома, и мне, и людям» (англ. She made recommendations to the priest, man of the house and me and people),
- во второй раз — «И священник сделал человека для него к его дому, и для его людей» (англ. And the priest made a man for him to his house, and to his men).

На 30 января 2018 года перевод звучал следующим образом: «Пресный хлеб и сделал её священником, и тем, кто покидает его дом» (англ. Unleavened bread and made her the priest, and one which leaves his home). Начиная с момента публикации статья неоднократно обсуждалась и критиковалась, и в результате не нашла подтверждения и поддержки в сообществе профессиональных криптологов.

### Другие сообщения
В главе книги Крейга Бауэра «Unsolved!», посвящённой рукописи Войнича, упоминается также ряд других сообщений о её расшифровке, которые получили освещение в прессе.
Джон Стойко, украинский исследователь-любитель, эмигрировавший в США, в публикации 1978 года доказывал, что рукопись написана на украинском языке, и что расшифровка затруднена тем, что из текста были предварительно удалены все гласные.
Джим Финн, основываясь на рассмотренной выше гипотезе о том, что текст книги написан на иврите, на своем сайте опубликовал предположения о том, что рукопись или была написана Нострадамусом, или он основывал на ней свои предсказания. Финн считал, что несколько расшифрованных им страниц рукописи рассказывают о повторяющейся катастрофе с космическими причинами, сведения о которой передали в средневековые времена инопланетяне с НЛО.
Беатрис Гвинн, работавшая в Блетчли-Парк, впрочем, в должности не имевшей отношения к криптологии, в публикации 2004 года сочла рукопись написанной на средневерхненемецком языке, но в зеркальном отражении. По её мнению, рукопись представляла собой гигиеническое руководство.
Урсула Папке и Дирк Вейдеманн в 2005 году предположили, что рукопись рассказывает об использовании всепроникающей всеобщей энергии (известной как ци, прана или святой дух). Они предложили перевод части страниц на немецкий, рассматривая символы рукописи как понятия, а не как шифрованный текст. Ещё одна расшифровка, происходящая из Германии, была предложена Джонатаном Диласом. По характеристике Баэура, она не поддаётся краткому изложению.
Эдит Шервуд в 2008 году предположила, что рукопись написана юным Леонардо да Винчи в возрасте 8-10 лет и представляет собой подборку анаграмм на итальянском, написанную усложнённым шрифтом.
Джоди Маат в 2009 году, основываясь на предположении о том, что рукопись написана на «староголландском», опубликовал в Интернете несколько переводов. По его мнению, рукопись написана неким де Ричи, путешествовавшим «на другую сторону света» и описавшим то, что он там увидел.
Ричард Роджерс, программист, работавший на военные ведомства США, в 2009 году опубликовал запутанное объяснение смысла рукописи. Рассмотревшие сообщение Роджерса эксперты, в частности, Ник Пеллинг, испытали затруднения с пониманием логических переходов, лежащих в основе этого объяснения, что позволило Крейгу Баэуру заключить, что прочтение Роджерса практически наверняка является неверным.
В 2011 году о прочтении книги заявил финский бизнесмен Вьеко Латвала, считающий себя «пророком божьим». Он описал рукопись как «звуковые волны и речевые слоги», содержащие некое пророчество. По словам соратников Латвалы, книга не может быть прочитана «обычным человеком», потому что для этого требуется божественное откровение, которое могут воспринимать лишь такие особые люди, как Латвала.
Уэйн Дж. Пол в 2014 году опубликовал на своём сайте материал, из которого следовало, что рукопись является копией чудом пережившей Всемирный потоп книги на «ангельском языке», которая использовалась нефилимами как учебник для своих получеловеческих детей.
Олег Лайонс в 2015 году предложил теорию, согласно которой рукопись создана в XV веке поиздержавшимся итальянским купцом, долгое время жившим в Китае и изучившим китайский язык. Якобы этот торговец взял одну из имевшихся у него книг, перевёл на китайский, осуществил «романизацию» получившегося текста, записав фонетическую транскрипцию слов при помощи латинского алфавита, добавил бессмысленные символы и сложные иллюстрации. В результате он получил привлекательный для коллекционеров предмет, который выгодно продал.
По словам Бауэра, описанное выше разнообразие сообщений показывает, что «минуту славы» в прессе может получить любое заявление о прочтении рукописи Войнича, как исходящее от компетентного эксперта и заслуживающее внимания, так и со всей очевидностью недостоверное.

## Тиражирование
В августе 2016 года испанское издательство «Siloe» получило право опубликовать 898 точных копий манускрипта. При создании копий используется специальная бумага, максимально повторяющая структуру оригинала. К тому же, книги искусственно состарены. Кураторы Библиотеки редких книг и рукописей Бейнеке разрешили тиражирование экспоната в связи с тем, что к книге проявляется огромный интерес (порядка 90 % обращений к электронным ресурсам библиотеки касается манускрипта Войнича). Таким образом люди смогут изучать манускрипт.
В 2021 году российским издательством «АСТ» был опубликован полный текст рукописи с предисловием Сергея Зотова.

### Комментарии
1. ↑  Наименование, под которым рукопись хранится в библиотеке в Бейнеке.
2. ↑  Сокращение от Voynich manuscript, часто используемое как краткое наименование рукописи среди англоязычных исследователей.